# Santuario della Regina dei Monti e delle Funivie
Il santuario della Regina dei Monti e delle Funivie è un edificio religioso del comune di Barzio, in provincia di Lecco.

## Storia
Edificata nel tra il 1962 e 1965 per volere del parroco di Barzio Pietro Tenca, sorge a 1662 m s.l.m. presso la stazione sciistica dei Piani di Bobbio. La prima pietra fu posata dall'arcivescovo di Milano Giovanni Battista Montini il 5 settembre 1962, lo stesso giorno in cui inaugurò la funivia che collega Moggio ai Piani di Artavaggio, dieci mesi prima della sua incoronazione a pontefice con il nome di Paolo VI. Nel 1965 la chiesa fu consacrata dall'arcivescovo Giovanni Colombo, successore di Montini.

## Architettura
Il santuario fu realizzato su progetto dell'architetto Marco Selva in stile moderno, ma al suo interno si trova un'antica statua lignea raffigurante la Madonna. All'ingresso è visibile il testo del Salve Regina in latino e una lapide in memoria di Teresio Olivelli.